# コンスタンティヌス (ローマ教皇)
コンスタンティヌス（Constantinus, 664年 - 715年4月9日）は、第88代ローマ教皇（在位：708年3月25日 - 715年4月9日）。

## 生涯
出身はシリアである。708年2月4日に先代のシシニウスが急死したため、3月25日に教皇に選出された。教皇就任前は副助祭を務めている。
コンスタンティヌスは第84代教皇だったセルギウス1世の時に東ローマ皇帝のユスティニアノス2世との間で行なわれていた教会会議（第3コンスタンティノポリス公会議）の条約交渉を再開し（ユスティニアノス2世は東ローマ皇帝による全教会支配を教皇に承認させようとしていたが、695年に反乱で退位したために交渉は棚上げされていた。その後、彼は705年に復位していた）、711年にコンスタンティヌス教皇はユスティニアノス2世とニコメディアで会見して要求を受け入れることなく、教皇が皇帝に聖体を拝領することで和睦した（当時、東ローマ帝国ではユスティニアノス2世が次々と内部粛清を行なって不安定な情勢にあり、それどころではなかったと推測される）。
この会見の直後、ユスティニアノス2世はケルソン（かつて自らが流刑に処された場所）に軍隊を送って報復しようとしたため、ケルソンの住民が反乱を起こし、これが原因で軍隊も反乱を起こしたため、ユスティニアノス2世は処刑された。新しい皇帝となったフィリピコス・バルダネスは異端の単位論を提唱してコンスタンティヌスと対立し、またこの反乱の余波でローマでも反乱が起こって教皇は鎮圧に努めざるを得なくなる。
フィリピコス・バルダネスが713年に失政により廃されて、新しく皇帝となったアナスタシオス2世はユスティニアノス2世と同じように教皇と和解し、正統派の教義を承認した。このため、東ローマ帝国とは親密な関係に落ち着いた。
715年4月9日、在位7年15日にて死去した。